# 12e étape du Tour d'Italie 2008
La douzième étape du Tour d'Italie 2008 s'est déroulée le 22 mai entre Forlì et Carpi.

## Parcours
Joignant Forlì, dans la province de Forlì-Cesena, à Carpi, dans la province de Modène, cette étape est l'une des plus plates du Tour d'Italie 2008. Le parcours, long de 172 kilomètres contourne par le nord la capitale de l'Émilie-Romagne, Bologne. Il rend hommage au constructeur automobile Ferrari en passant par Imola, où se situe le célèbre Autodromo Enzo e Dino Ferrari, et par Maranello, ville du siège de la société et où le sprint intermédiaire est disputé,.

## Récit
Le coureur d'Euskaltel-Euskadi Dionisio Galparsoro s'échappe dès le premier kilomètre de cette étape disputée sous la pluie. Son avance atteint 14 minutes. À dix kilomètres de l'arrivée, il est repris par le peloton. Bradley Wiggins et Adam Hansen (Team High Road) travaillent en tête du peloton pour Mark Cavendish, relayés par Alberto Ongarato (Team Milram). C'est cependant Daniele Bennati qui lance le sprint. Dans la dernière ligne droite, Cavendish revient à hauteur de Bennati. Le porteur du maillot cyclamen s'impose néanmoins de quelques millimètres et remporte sa troisième étape sur ce Giro.

## Classement de l'étape
| \| 1. \| Daniele Bennati \| Liquigas \| en \| 4 h 05 min 29 s \| \| 2. \| Mark Cavendish \| Team High Road \| + \| m.t. \| \| 3. \| Robbie McEwen \| Silence-Lotto \| \| m.t. \| \| 4. \| Koldo Fernández \| Euskaltel-Euskadi \| \| m.t. \| \| 5. \| Paolo Bettini \| Quick Step \| \| m.t. \| \| 6. \| Robert Förster \| Gerolsteiner \| \| m.t. \| \| 7. \| Luciano Pagliarini \| Saunier Duval-Scott \| \| m.t. \| \| 8. \| Assan Bazayev \| Astana \| \| m.t. \| \| 9. \| Alexandre Usov \| AG2R La Mondiale \| \| m.t. \| \| 10. \| Alexander Serov \| Tinkoff Credit Systems \| \| m.t. \| |                    |                        |    |                 |
| 1. | Daniele Bennati    | Liquigas               | en | 4 h 05 min 29 s |
| 2. | Mark Cavendish     | Team High Road         | +  | m.t.            |
| 3. | Robbie McEwen      | Silence-Lotto          |    | m.t.            |
| 4. | Koldo Fernández    | Euskaltel-Euskadi      |    | m.t.            |
| 5. | Paolo Bettini      | Quick Step             |    | m.t.            |
| 6. | Robert Förster     | Gerolsteiner           |    | m.t.            |
| 7. | Luciano Pagliarini | Saunier Duval-Scott    |    | m.t.            |
| 8. | Assan Bazayev      | Astana                 |    | m.t.            |
| 9. | Alexandre Usov     | AG2R La Mondiale       |    | m.t.            |
| 10. | Alexander Serov    | Tinkoff Credit Systems |    | m.t.            |

## Classement général
| \| 1. \| Giovanni Visconti \| Quick Step \| en \| 53 h 05 min 46 s \| \| 2. \| Gabriele Bosisio \| LPR Brakes \| + \| 5 min 50 s \| \| 3. \| Alberto Contador \| Astana \| \| 6 min 59 s \| \| 4. \| Marzio Bruseghin \| Lampre \| \| 7 min 52 s \| \| 5. \| Andreas Klöden \| Astana \| \| 7 min 54 s \| \| 6. \| Vincenzo Nibali \| Liquigas \| \| 8 min 04 s \| \| 7. \| Paolo Savoldelli \| LPR Brakes \| \| 8 min 09 s \| \| 8. \| Riccardo Riccò \| Saunier Duval-Scott \| \| 8 min 32 s \| \| 9. \| Danilo Di Luca \| LPR Brakes \| \| 8 min 33 s \| \| 10. \| Gustav Larsson \| Team CSC \| \| m.t. \| |                   |                     |    |                  |
| 1. | Giovanni Visconti | Quick Step          | en | 53 h 05 min 46 s |
| 2. | Gabriele Bosisio  | LPR Brakes          | +  | 5 min 50 s       |
| 3. | Alberto Contador  | Astana              |    | 6 min 59 s       |
| 4. | Marzio Bruseghin  | Lampre              |    | 7 min 52 s       |
| 5. | Andreas Klöden    | Astana              |    | 7 min 54 s       |
| 6. | Vincenzo Nibali   | Liquigas            |    | 8 min 04 s       |
| 7. | Paolo Savoldelli  | LPR Brakes          |    | 8 min 09 s       |
| 8. | Riccardo Riccò    | Saunier Duval-Scott |    | 8 min 32 s       |
| 9. | Danilo Di Luca    | LPR Brakes          |    | 8 min 33 s       |
| 10. | Gustav Larsson    | Team CSC            |    | m.t.             |

## Classements annexes
| Classement             | Coureur           | Total             |
| ---------------------- | ----------------- | ----------------- |
| Points                 | Daniele Bennati   | 120 pts           |
| Montagne               | Emanuele Sella    | 37 pts            |
| Sprints Intermédiaires | Jérémy Roy        | 16 pts            |
| Équipe                 | Astana            | 158 h 35 min 50 s |
| Équipe par points      | Astana            | 196 pts           |
| Jeune                  | Giovanni Visconti | 53 h 05 min 46 s  |
| Échappée               | Mickaël Buffaz    | 335 km            |
| Combativité            | Daniele Bennati   | 32 pts            |